# Batrachognathus volans
Batrachognathus (il cui nome significa "mascella di rana") è un genere estinto di pterosauro anurognathide vissuto nel Giurassico superiore, circa 155 milioni di anni fa (Oxfordiano-Kimmeridgiano), in quella che oggi è la Formazione Karabastau, nella repubblica centro asiatica del Kazakistan. 
Il genere contiene una singola specie, ossia B. volans, denominata nel 1948 dal paleontologo russo Anatoly Nicolaevich Ryabinin. Il nome del genere deriva dal greco batrakhos ossia "rana", e gnathos ossia "mascella", in riferimento alla testa larga e corta dell'animale. L'epiteto specifico, volans, significa "volante" in latino.

## Descrizione
Si conoscono tre esemplari fossili di Batrachognathus, rinvenuti in un sedimento lacustre ai piedi delle colline nel nord-ovest del Tien Shan, nei Monti Karatau. Durante il Giurassico superiore questa zona era piuttosto simile all'habitat dei giacimenti della laguna di Solnhofen in Baviera, Germania. Il genere si basa sull'olotipo PIN 52-2, uno scheletro incompleto e disarticolato costituito da frammenti di cranio, mandibola, vertebre, costole, zampe e ossa delle ali. Il cranio misura 48 millimetri (1,9 pollici) di lunghezza, ed è alto, corto e largo. La mascella mostrava 22-24 denti conici ricurvi; la mandibola formava una bocca corta e molto larga. Nessuno degli esemplari conserva la coda, ma dal confronto con altri componenti della famiglia, è probabile che la coda fosse molto corta.
L'apertura alare di Batrachognathus è stata stimata in 50 centimetri (20 pollici); David Unwin nel 2000 presentò una stima più alta, 75 centimetri (30 pollici). Come tutti gli anurognathidi, si presume che Batrachognathus fosse un insettivoro, e che catturasse gli insetti in volo con l'ampia bocca.

## Classificazione
Batrachognathus è stato assegnato alla famiglia Anurognathidae, come parente stretto di Anurognathus. Nel 2003, Alexander Kellner denominò il clade Asiaticognathidae per includere Batrachognathus e Dendrorhynchoides. Tuttavia, Christopher Bennett sottolineò come il nome Asiaticognathidae era inappropriato, in quanto il clade mancava di un Asiaticognathus per essere valido, pertanto nel 2009 Kellner propose la sottofamiglia Batrachognathinae come sostituta. Secondo un'analisi condotta nel 2006 da Lü Junchang, Batrachognathus e Jeholopterus sono sister taxon.